# エクリ (出版社)
エクリ（Ecrit）は、東京都目黒区に本社を置く出版編集事務所。

## 主な編集物
- CORONABOOKS - 発行・株式会社平凡社
- えるふ - 発行・財団法人ちゅうでん教育振興財団

## 主な出版作品
- サロメ - 文・蜂飼耳、金原瑞人 挿画・宇野亜喜良
- L'amour 恋愛 - 文・アンドレ・ブルトン、ポール・エリュアール 挿画・宇野亜喜良
- 空と樹と - 詩・長田弘 挿画・日高理恵子